# ستيفن هنري هورغان
ستيفن هنري هورغان (بالإنجليزية: Stephen Henry Horgan)‏ هو مهندس ومخترِع أمريكي، ولد في 12 فبراير 1854، وتوفي في 30 أغسطس 1941.